# 47851 Budine
47851 Budine è un asteroide della fascia principale. Scoperto nel 2000, presenta un'orbita caratterizzata da un semiasse maggiore pari a 2,9902709 au e da un'eccentricità di 0,0346323, inclinata di 9,71081° rispetto all'eclittica.